# 竹下真吾
 竹下 真吾（たけした しんご、1990年10月20日 - ）は、福岡県北九州市出身の元プロ野球選手（投手）。左投左打。

## 経歴

### プロ入り前
九州共立大学時代は主将も務めたが同期に川満寛弥、1年下に大瀬良大地がいて同期・福地元春とともに登板機会は限られて4年秋の1勝に終わる。社会人野球のヤマハでは1年目の第84回都市対抗野球準々決勝で初先発すると5回無失点に抑えるが敗退。翌年はHonda鈴鹿の補強選手として出場した。
2014年10月23日、ドラフト会議で安樂智大の抽選を外した東京ヤクルトスワローズから1位指名を受け、11月19日に契約金1億円＋出来高払い、年俸1500万円で仮契約を結んだ。背番号は22。

### プロ入り後
2015年は、二軍で19試合に登板。18.2回を投げ被安打24、与四球21、防御率9.16。一軍出場は無し。
2016年はプロ初登板するも、1試合にしか登板しなかった。二軍では43試合に出場。53回を投げ、被安打47、与死四球52とこの年も制球難に苦しむも防御率3.74と、まずまずの成績だった。
2017年は一軍公式戦への登板機会はなく、二軍で20試合に登板、22.1回を投げ被安打25、与死四球38、防御率10.88と苦しみ一軍出場も無かった。10月3日に球団から戦力外通告を受けた。

### 現役引退後
戦力外通告後、12球団合同トライアウトの受験はしなかった。12月27日に「九州共立大学出身プロ野球選手後援会『選手との集い』」に出席し、現役を引退して一般企業に就職したことを語った。

## 選手としての特徴
真っスラとスライダーが武器。直球の最速は150km/h。一方で制球力を最大の課題とし、克服するべくフォームを見直しを徹底的に行っていた。

## 詳細情報

### 年度別投手成績
| 年 度    | 球 団    | 登 板 | 先 発 | 完 投 | 完 封 | 無 四 球 | 勝 利 | 敗 戦 | セ 丨 ブ | ホ 丨 ル ド | 勝 率 | 打 者 | 投 球 回 | 被 安 打 | 被 本 塁 打 | 与 四 球 | 敬 遠 | 与 死 球 | 奪 三 振 | 暴 投 | ボ 丨 ク | 失 点 | 自 責 点 | 防 御 率 | W H I P |
| -------- | -------- | ----- | ----- | ----- | ----- | -------- | ----- | ----- | -------- | ----------- | ----- | ----- | -------- | -------- | ----------- | -------- | ----- | -------- | -------- | ----- | -------- | ----- | -------- | -------- | ------- |
| 2016     | ヤクルト | 1     | 0     | 0     | 0     | 0        | 0     | 0     | 0        | 0           | ----  | 15    | 2.2      | 2        | 2           | 6        | 0     | 0        | 1        | 0     | 0        | 4     | 4        | 13.50    | 3.00    |
| NPB：1年 | NPB：1年 | 1     | 0     | 0     | 0     | 0        | 0     | 0     | 0        | 0           | ----  | 15    | 2.2      | 2        | 2           | 6        | 0     | 0        | 1        | 0     | 0        | 4     | 4        | 13.50    | 3.00    |

### 記録
- 初登板：2016年6月16日、対福岡ソフトバンクホークス3回戦（明治神宮野球場）、6回表に2番手で救援登板、2回2/3を2被本塁打4失点
- 初奪三振：同上、8回表に東浜巨から見逃し三振

### 背番号
- 22 （2015年 - 2017年）